# Боєнський провулок
Бо́єнський прову́лок — зниклий провулок, що існував у Московському районі (нині — Печерський) міста Києва, місцевість Нова Забудова. Провулок пролягав від вулиці Джона Маккейна (колишня назва — Боєнська) до вулиці Менделєєва (закінчувався приблизно між нинішніми будинками № 4-а та 6-а по бульвару Миколи Міхновського).
Прилучалися бульвар Дружби народів та Трамвайний провулок.

## Історія
Провулок виник у 20–30-х роках XX століття під такою ж назвою. На початку 1930-х років також використовувалася назва Бойницький завулок. Ліквідований 1977 року у зв'язку з переплануванням місцевості.